# Innocence Lost
Innocence Lost — це відео-касета американського гурту London After Midnight, яка була видана У Америці та Німеччині у 1998 році.

## Відео
1. Kiss
2. Carry On Screaming
3. Psycho Magne
4. Behind The Scenes Footage